# Waves in Random and Complex Media
Waves in Random and Complex Media is een internationaal, aan collegiale toetsing onderworpen wetenschappelijk tijdschrift op het gebied van de natuurkunde.
De naam wordt in literatuurverwijzingen meestal afgekort tot Waves Random Complex Media.
Van 1991 tot 2004 verscheen het onder de naam Waves in Random Media.